# Theodor Emil Thomsen
Theodor Emil Thomsen, Th. E. Thomsen, född 2 augusti 1883 i Ejer, död 16 januari 1948, var en dansk ingenjör.
Thomsen, som var son till veterinär Andreas Thomsen och Theodora Dam, studerade vid tekniska högskolan i Zürich 1902–1907. Han var ingenjör vid Gasmotoren-Fabrik Deutz AG och vid Allgemeine Elektricitäts-Gesellschaft 1907–1912, överingenjör och avdelningschef vid Škoda-Werke AG 1912–1915, blev tillförordnad professor i maskinlära vid Polyteknisk Læreanstalt 1915 och erhöll kunglig utnämning till denna befattning 1917. Han var även verkställande direktör för maskinfabriken A/S Atlas 1920–1927, därefter medlem av dess styrelse. Han var medlem av Patentkommissionen 1916–1920 och från 1929 samt av Industrirådet från 1924, medlem av styrelsen för Foreningen til Beskyttelse af industriel Ejendomsret, av styrelsen för Hellerup Grundejer og Kommunalforening och av justitieministeriets automobiltekniska kommitté, ordförande i handelsministeriets näringskommitté, medlem av styrelsen för det Kongelige danske Aeronautiske Selskab och ordförande i justitieministeriets automobillyktekommitté.